# Pałac w Boleścinie (powiat trzebnicki)
Pałac w Boleścinie – zabytkowy pałac we wsi Boleścin (powiat trzebnicki), w Polsce, w województwie dolnośląskim, w gminie Trzebnica.

## Historia
Obiekt wybudowany pod koniec XIX w. jest częścią zespołu pałacowego, w skład którego wchodzi jeszcze park.